# Nakombo
Nakombo (ou Nakonbo) est un village du Cameroun, situé dans la région de l'Est et dans le département de la Kadey. Il est localisé dans la commune de Ndelele.

## Population
Nakombo fait partie du canton kaka mbessembo. En 1965, dans le village de Nakombo, 44 habitants furent recensés  principalement des yangheré. Le recensement de 2005 permit le dénombrement de 102 habitants dont 44 de sexe masculin et 58 de sexe féminin.